# Polyommatus albopicta
Polyommatus albopicta är en fjärilsart som beskrevs av Schultz 1906. Polyommatus albopicta ingår i släktet Polyommatus och familjen juvelvingar. Inga underarter finns listade i Catalogue of Life.